# CKUM-FM
 (janvier 2021).
CKUM-FM est une station de radio communautaire située à Moncton au Nouveau-Brunswick, Canada. Elle est connue sous le nom 93.5 Codiac FM depuis septembre 2018. Les studios sont actuellement situés au deuxième étage du Centre étudiant de l'Université de Moncton. Grâce à son émetteur de 250 watts, elle couvre la région du Grand Moncton sur la bande FM (93,5 MHz). Ayant pour cible les personnes âgées de 18 à 35 ans, Codiac FM diffuse une programmation variée passant de diverses émissions d'informations aux découvertes musicales du moment. La station est membre de l'Alliance des radios communautaires du Canada et de l’Association des radios communautaires et acadiennes du Nouveau-Brunswick.

## Histoire
Créée en 1971, CKUM se situait alors dans la maison Massey, y partageant les locaux avec la FÉUM (ancêtre de la FÉÉCUM) et du journal étudiant. De 1971 à 1982, la radio n'est diffusée que sur circuit fermé. La transmission s'effectue alors via un réseau de câbles qui rejoignent les facultés et leurs conseils étudiants, où on a installé des haut-parleurs.
En 1982, CKUM réussit à obtenir de la CRTC un permis de diffusion sur la bande FM 105,7 MHz. L'antenne de l'époque à une faible puissance de 50 watts.
En 1986, l'achat d'un nouvel émetteur permet la diffusion en stéréophonie. Celui-ci est placé sur le toit de l'édifice Taillon.
Lorsque le centre étudiant est construit en 1993, la station déménage de la maison Massey au deuxième étage du nouveau centre. Cet étage abrite donc les MAUIS (Médias Acadiens Universitaires Inc.), qui sont composés de la radio CKUM et le journal étudiant Le Front.
En mars 1994, le CRTC accorde à la radio la fréquence 93,5 MHz, et une augmentation de puissance significative, passant de 50 watts à 250 watts. Pendant l'année universitaire, la radio fonctionne habituellement avec une quarantaine de bénévoles. Elle est la seule radio de campus francophone à vocation communautaire en Atlantique et est membre du Réseau francophone d'Amérique, une association qui regroupe les radios communautaires francophones hors-Québec.
En 2012, CKUM poursuit sa modernisation: il est alors possible d'écouter en streaming web de haute qualité via TuneIn.
En 2015, la station change de son et s’oriente sur la musique indépendante, tout en offrant une programmation déjantée tant le matin que le soir.
En 2018, après 47 ans sous le nom CKUM, la station adopte une nouvelle identité. Dans l’optique centrer les efforts sur l’aspect communautaire de la radio, Codiac FM change de son et devient une radio pop qui diffuse 100 % de musique canadienne qui met en valeur tant la relève que les succès du moment. L’essence de CKUM est maintenu dans les émissions bénévoles en soirée. Ces derniers ont alors toute la flexibilité dans le contenu des émissions.

## Identité visuelle (logo)

Ancien Logo de CKUM, 1999-2011
Logo célébrant le 40e anniversaire de CKUM, 2011

## Sources
1. ↑  « Décision CRTC 94-108 », sur CRTC, 25 mars 1994

- McNally, Carolynn. (2010), Histoire de la Fédération des étudiants et étudiantes du Centre universitaire de Moncton (1969-2009) : Quarante ans de représentation et de revendications étudiantes en Acadie. Institut d'études acadiennes, Moncton. p. 128  (ISBN 978-0-9810041-3-6)
- HebdoCampus, La radio étudiante à l'Université de Moncton. Numéro 47 - le 27 mai 2004